# Nikolaus A. Adams
Nikolaus A. Adams (* 1963) ist ein deutscher Ingenieur. Er ist Professor für Aerodynamik und Strömungsmechanik an der Technischen Universität München (TUM) und Direktor des Munich Institute of Integrated Materials, Process and Energy Engineering. Schwerpunkt seiner Arbeiten beinhalten zum einen die Modellierung transitioneller und turbulenter Strömungen, Fluid-Struktur-Wechselwirkung, Mikrofluidik, Mehrphasenströmungen und Numerische Methoden und zum anderen experimentelle und numerische Untersuchungen in den Bereichen Automobilaerodynamik, Flugzeugaerodynamik, Hochgeschwindigkeitsaerodynamik, Umwelt- und Sportgeräteaerodynamik.

## Biographie
Nach dem Studium der Luft- und Raumfahrttechnik an der Universität Stuttgart und der Promotion an der TUM (1993) erhielt Adams ein zweijähriges Postdoc-Stipendium der Stanford University und des NASA Ames Research Center. 1999 habilitierte Adams an der ETH Zürich, war dort bis 2002 als Privatdozent tätig und wechselte anschließend als Professor für Strömungsmechanik und Magnetofluiddynamik an die TU Dresden. Seit 2004 ist Adams Ordinarius des Lehrstuhls für Aerodynamik und Strömungsmechanik der TUM. Adams war bis Ende 2020 Sprecher des SFB Transregio TRR 40. Er ist Autor einer Monographie zur Large-Eddy Simulation und Executive Editor des J. Comput. Phys. In den Jahren 2016 bis 2021 war er Dekan der Fakultät für Maschinenwesen. Seit 2022 ist er Direktor des Munich Institute of Integrated Materials, Energy and Process Engineering an der TUM.

## Nominierungen und Auszeichnungen
- ERC Advanced Grant GENUFASD (2023)
- Ernennung zum Ehrengastprofessor der Tsinghua-Universität in Peking (2019) und als Consultant Professor an der Northwestern Polytechnical University in Xi’an (2018)
- ERC Advanced Grant NANOSHOCK (2015)
- Gordon Bell Prize for Peak Performance (2013)
- Fellow der American Physical Society (APS) (2011)
- O.C. Zienkiewicz Award der European Community on Computational Methods in Applied Sciences (ECCOMAS) (2000)
- Fellow der European Conference for AeroSpace Sciences (EUCASS) (2009)

## Publikationen
- C. Zhang, X.Y. Hu, N.A. Adams: A weakly compressible SPH method based on a low-dissipation Riemann solver. In: Journal of Computational Physics 335, 605-620. doi.org/10.1016/j.jcp.2017.01.027
- L. Fu, X. Y. Hu, N. A. Adams: A family of high-order targeted ENO schemes for compressible-fluid simulations. In: Journal of Computational Physics. Band 305, 2016. doi:10.1016/j.jcp.2015.10.037
- D. Azarnykh, S. Litvinov, X. Bian, N. A. Adams: Determination of macroscopic transport coefficients of a dissipative particle dynamics solvent. In: Physical Review E - Statistical, Nonlinear, and Soft Matter Physics. Band 93, Nr. 1, 2016. doi:10.1103/PhysRevE.93.013302
- F. Diegelmann, V. Tritschler, S. Hickel, N. Adams: On the pressure dependence of ignition and mixing in two-dimensional reactive shock-bubble interaction. In: Combustion and Flame. 2015. doi:10.1016/j.combustflame.2015.10.016
- C. P. Egerer, S. Hickel, S. J. Schmidt, N. A. Adams: Large-eddy simulation of turbulent cavitating flow in a micro channel. In: Physics of Fluids. Band 26, Nr. 8, 2014. doi:10.1063/1.4891325
- V. K. Tritschler, B. J. Olson, S. K. Lele, S. Hickel, X. Y. Hu, N. A. Adams: On the Richtmyer-Meshkov instability evolving from a deterministic multimode planar interface. In: Journal of Fluid Mechanics. Band 755, Nr. 2, 2014, S. 429–462. doi:10.1017/jfm.2014.436
- S. Adami, X. Y. Hu, N. A. Adams: A transport-velocity formulation for smoothed particle hydrodynamics. In: Journal of Computational Physics. Band 241, 2013, S. 292–307. doi:10.1016/j.jcp.2013.01.043
- X. Y. Hu, B. C. Khoo, N. A. Adams, F. L. Huang: A conservative interface method for compressible flows. In: Journal of Computational Physics. Band 219, Nr. 2, 2006, S. 553–578. doi:10.1016/j.jcp.2006.04.001
- X. Y. Hu, N. A. Adams: A multi-phase SPH method for macroscopic and mesoscopic flows. In: Journal of Computational Physics. Band 213, Nr. 2, 2006, S. 844–861. doi:10.1016/j.jcp.2005.09.001
- S. Hickel, N. A. Adams, J. A. Domaradzki: An adaptive local deconvolution method for implicit LES. In: Journal of Computational Physics. Band 213, Nr. 1, 2006, S. 413–436. doi:10.1016/j.jcp.2005.08.017
- N. A. Adams, S. Hickel, S. Franz: Implicit subgrid-scale modeling by adaptive deconvolution. In: Journal of Computational Physics. Band 200, Nr. 2, 2004, S. 412–431. doi:10.1016/j.jcp.2004.04.010
- S. Stolz, N. A. Adams: An approximate deconvolution procedure for large-eddy simulation. In: Physics of Fluids. Band 11, Nr. 7, 1999, S. 1699–1701. doi:10.1063/1.869867
- N. A. Adams: Direct numerical simulation of turbulent compression ramp flow. In: Theoretical and Computational Fluid Dynamics. Band 12, Nr. 2, 1998, S. 109–129.
- N. A. Adams, K. Shariff: A high-resolution hybrid compact-eno scheme for shock-turbulence interaction problems. In: Journal of Computational Physics. Band 127, Nr. 1, 1996, S. 27–51. doi:10.1006/jcph.1996.0156
- N. A. Adams, L. Kleiser: Subharmonic transition to turbulence in a flat-plate boundary layer at Mach number 4.5. In: Journal of Fluid Mechanics. Band 317, 1996, S. 301–335.